# Операција Морски лав
Операција Морски лав је било име за немачки план инвазије Уједињеног Краљевства у Другом светском рату. Никада није спроведена.
Припреме за напад на Уједињено Краљевство започеле су одмах након пада Француске, када је преовлађујуће осећање у Немачкој било да је рат на западу добијен. Међутим, Британија је одбила да отпочне мировне преговоре због чега је Немачка била принуђена да предузме конкретне мере како би сломила британски отпор.
Велики адмирал немачке ратне морнарице Ерих Редер био је задужен за израду бројних студија о могућности немачког напада на Британију морским путем преко Ламанша. Прве овакве студије израђене још почетком новембра 1939. године утврдиле су да је за успешну поморску инвазију на Британију потребно испунити следеће услове:
- Противничка ратна морнарица мора бити уништена или онемогућена да дејствује.
- Британско Краљевско ратно ваздухопловство мора бити уништено.
- Обалска одбрана мора бити неутралисана.
- Мора се спречити активности британских подморница.

Врховна команда копнених снага (OKH - Oberkommando des Heeres) планирала је да први талас инвазије буде сачињен од девет дивизија које би се искрцале на енглеској обали као и од две падобранске дивизије које би извршиле десант у позадини противничке одбране. Искрцавање је требало да буде извршено да делу британске обале од Довера до Портсмута. 17. септембра 1940. године операција је одложена на неодређено време. Адолф Хитлер је и даље био уверен да ће се Британија предати након што СССР буде поражен. По њему, Британија би после пораза Совјетског Савеза остала потпуно изолована и без савезника у Европи. Улазак САД у рат и преокрет код Стаљинграда дефинитивно су ставили тачку на било какву идеју да би немачке трупе могле да се искрцају у Британији. Неуспех да се успешно оконча рат на западу учиниће стварним страховање немачке врховне команде о опасности вођења рата на два фронта.
Битка за Британију била је део немачке Операције Орао (на немачком, Unternehmen Adler) која је покренута како би се остварила премоћ у ваздуху и уништило Британско краљевско ратно ваздухопловство чиме би се створили предуслови за инвазију. Међутим, ова операција ће постепено одступити од свог првобитног задатка и претвориће се у стратешку бомбардерску кампању усмерену углавном против цивилних циљева.
Многи војни аналитичари сматрају да Операција Морски лав није имала изгледа на успех. Као главни разлог за то наводе чињеницу да су немачки транспортни поморски капацитети као и снага немачке ратне морнарице били недовољни да обезбеде транспорт трупа и њихово стално снабдевање током битке. Такође, сматра се да немачке падобранске снаге нису имале довољно времена да се опораве од губитака које су имале током претходних ратних дејстава због чега би њихов војни допринос био знатно умањен.
Ипак, не сме се занемарити чињеница да Британска краљевска ратна морнарица није могла да успостави максималан однос снага од 10:1 у своју корист зато што је значајан део њеног поморског састава био ангажован у операцијама на Атлантику и у Медитерану. Упркос томе, Британска домовинска флота је још увек имала значајну бројчану предност у односу на немачку Кригсмарин.
Британска обавештајна служба била је у заблуди да немачка бројчана надмоћ у авионима износи 4:1 у односу на РАФ због чега је Британско краљевско ратно ваздухопловство извршило додатну мобилизацију резервног састава, а производња Спитфајера је удвостручена. Опасност од могуће инвазије убрзала је и развој радара који ће одиграти кључну улогу у даљем току рата.
У ратним играма спроведеним на Британској краљевској војној академији Сандхерст, 1974. године, установљено је да би Немци, у случају напада на Британију, а под претпоставком да Луфтвафе још увек није извојевала ваздушну премоћ, могли да успоставе мостобран на британском тлу и то захваљујући полагању бројних минских поља у Ламаншу. Ипак, симулација је показала да би после неколико дана Британска краљевска ратна морнарица успела да одсече немачке снаге у Британији и да онемогући њихово даље снабдевање због чега би оне биле принуђене на предају.
Да је ток историје био мало другачији, масовно поморско искрцавање немачких снага на британско тло можда не би ни било потребно. У подацима садржаним у документима Британског ратног кабинета, које су обелодањени 1998. године види се да је Винстон Черчил након пада Француске и евакуације Британског експедиционог корпуса изгубио подршку у кабинету и парламенту. Да је Британско ратно ваздухопловство било поражено од стране Луфтвафе Черчила би на положају премијера заменио Секретар иностраних послова лорд Халифакс који је био присталица мировних преговора са Немачком како би се избегло крвопролиће на британском тлу.